# Бакбо (район)

Протекторат Тонкин в составе Индокитайского Союза

Бакбо́ (вьет. Bắc bộ), также Тонкин (фр. Le Tonkin) — историко-географический район Вьетнама. Северная, самая широкая часть Вьетнама. 

## История

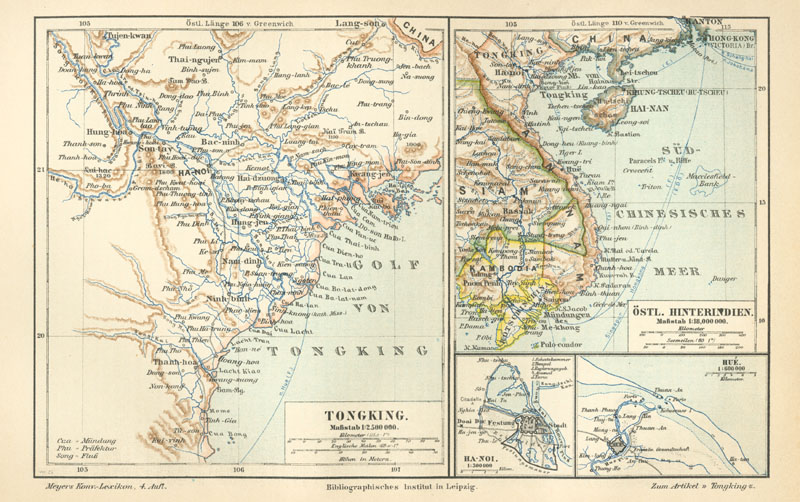
Карта Тонкина 1888 года

В период Французского Индокитая Бакбо был завоёван французской армией под командованием генерала Эдуарда Жамона и назывался «Протекторат Тонкин».
В 1954 году, по итогам Женевских соглашений, Тонкин и северная часть Аннама (до 17-й параллели), вошли в состав Северного Вьетнама (ДРВ).
В августе 1964 года одним из поводов для начала открытого вмешательства США во Вьетнамскую войну послужил так называемый Тонкинский инцидент — два эпизода с участием военно-морских сил США и Северного Вьетнама.
В настоящее время в состав Бакбо входят 16 крупных административных единиц Вьетнама, среди которых 14 провинций и города центрального подчинения Ханой и Хайфон.